# Knorr-Bremse
Knorr-Bremse je německý výrobní podnik, zabývající se výrobou brzdových systémů pro kolejová vozidla a nákladní automobily. Zabývá se těmito systémy již více než 100 let. Logem firmy je stylizovaná špalíková brzda.

## Historie

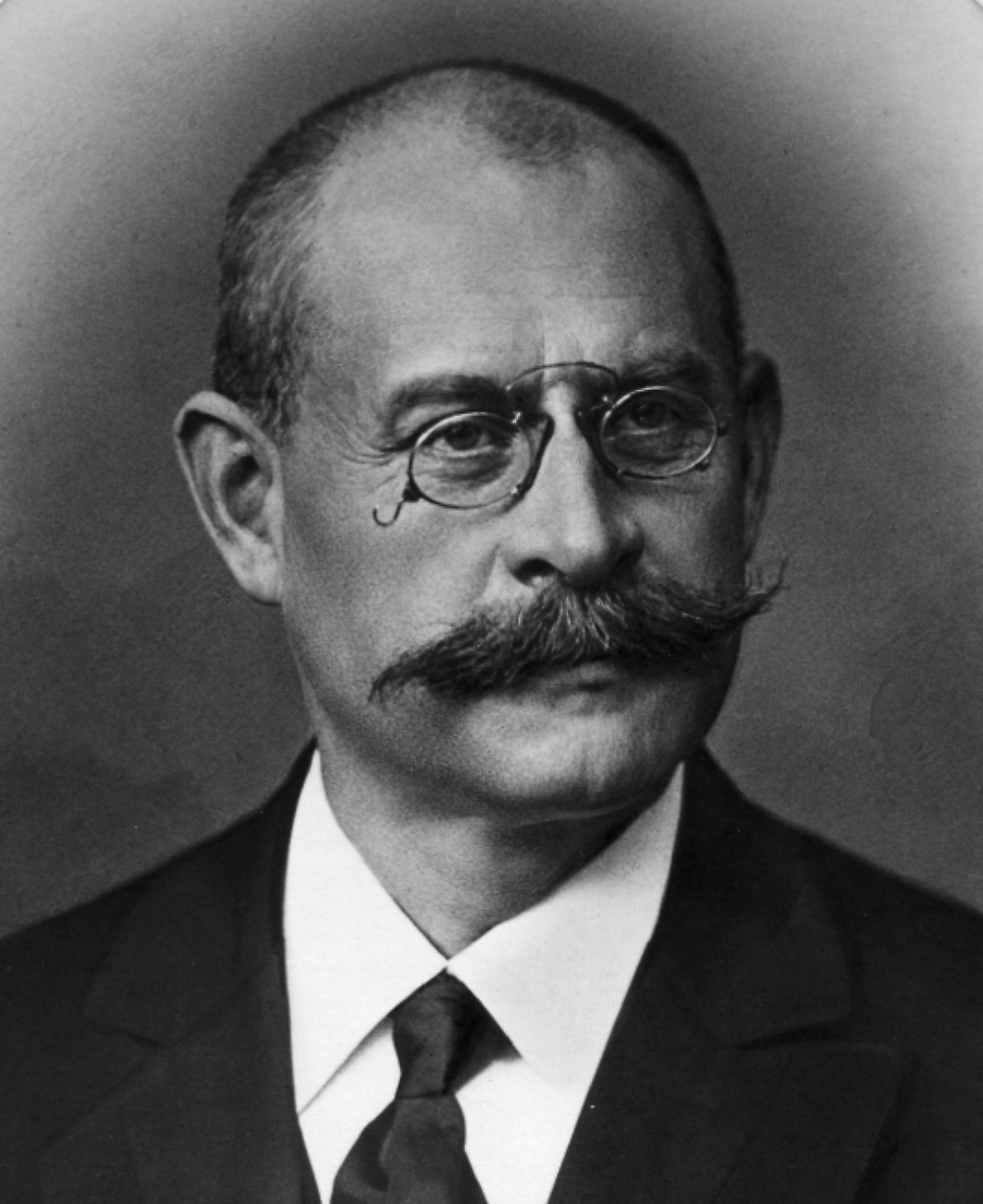
Georg Knorr (1859–1911)

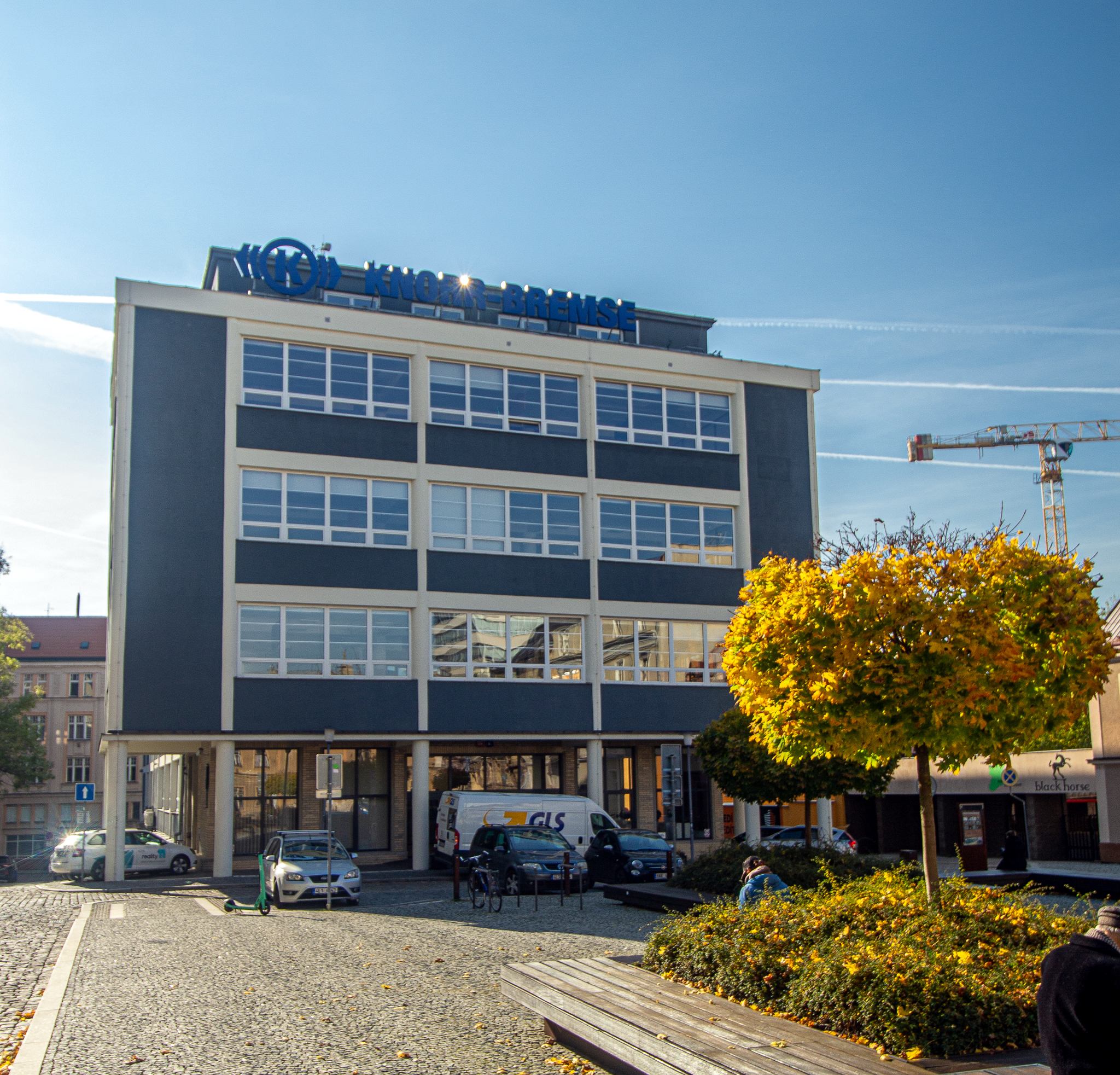
Pobočka Knorr-Bremse v Liberci

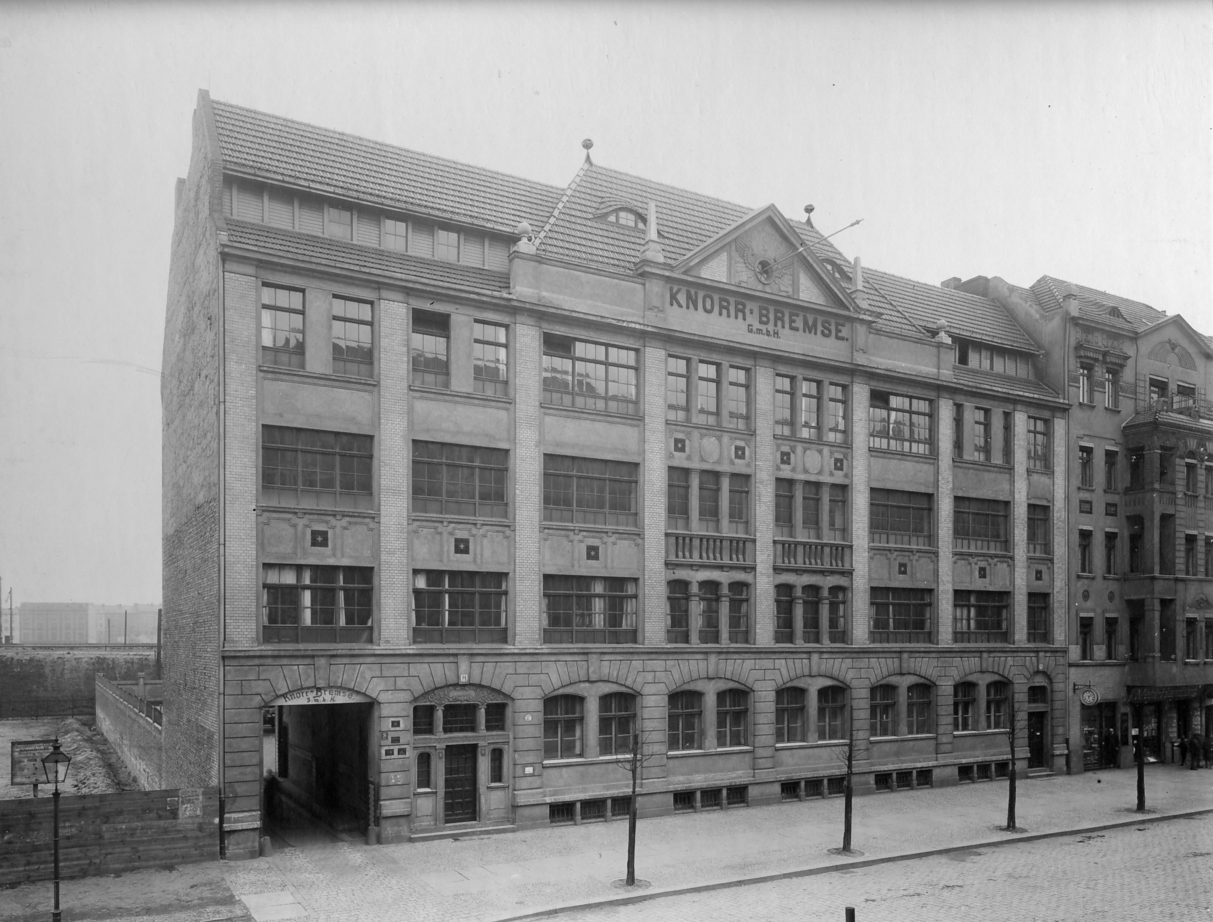
Knorr-Bremse Berlín

Vynálezce Georg Knorr založil Knorr-Bremse (Knorrovy brzdy) v roce 1905 v Berlíně. Vývoj a zdokonalování pneumatické brzdy, především rozvaděče Knorr a Hildebrand-Knorr během předválečných let znamenalo pro Knorr-Bremse pozici největšího výrobce brzd pro kolejová vozidla v Evropě.
Obnova závodu po druhé světové válce si vyžádala přesunutí sídla společnosti do Mnichova.
V roce 1985 společnost převzal Heinz Hermann Thiele.

## Produkty

### Úprava stlačeného vzduchu
- bezolejové kompresory
- šroubové olejem mazané kompresory
- pomocné kompresory
- sušiče
- sběrače kondenzátu [5]

### Pneumatická brzda
- rozvaděče
- brzdové panely
- elektronické řídící jednotky [5]

### Mechanická brzda
- brzdové kotouče
- brzdová obložení
- třmeny kotoučových brzd
- špalíkové jednotky
- brzdové válce a stavěče zdrží
- kolejnicové brzdy
- vířivá brzda [5]